# Єпископ Черкаський
Єпископ Черкаський — титул єпископа-вікарія Київської єпархії з кафедрою в Черкасах. Протягом 1910—1932 років існувала в юрисдикції Російської православної церкви; у 1920-х роках — в обновленському русі та Українській автокефальній православній церкві. Інколи кафедра називається Черкаський вікаріат (Черкаська вікарна єпархія, Черкаське вікаріатство).
З 1992 року титул єпископ Черкаський і Канівський має керівник Черкаської єпархії УПЦ (МП). З 2003 року титул єпископ Черкаський і Чигиринський має керівник Черкаської єпархії УПЦ-КП. Титул єпископ Черкаський і Кіровоградський має керівник Черкаської єпархії УАПЦ.

## Московський патріархат

### Російська православна церква
Перша згадка про єпископа Черкаського Філарета відноситься до 17 жовтня 1869, однак це досить сумнівні дані. Єпископів Черкаських іноді плутали з єпископами Чигиринськими, як наприклад Димитрія (Ковальницького) (Ковальського).
За даними перепису населення, в 1897 році Черкаси налічували 29600 жителів, а на перше січня 1910 року їх вже було 39303, з них православних — 24199 чоловік. Тут проживало також 2478 старообрядців. Третина населення становили юдеї — 12220 чоловік. Менше одного відсотка становили католики і мусульмани. У місті було більше десятка православних церков, включаючи будинкові, цвинтарні і полкові. Керівництво церковним життям міста здійснювалося Київською консисторією через благочинних.
12 січня 1910 року офіційно було засновано Черкаський вікаріат Київської єпархії. Вікаріати у той час мали чіткі територіальні межі, а не були просто умовними титулярними кафедрами. До Черкаського вікаріату відносилися парафії прилеглих до Черкас районів, тоді як Умань, Чигирин, Канів мали своїх вікарних єпископів.
Вікаріат 13 лютого 1910 очолив єпископ Назарій (Блінов). Хіротонію здійснювали: митрополити Санкт-Петербурзький Антоній (Вадковський), Київський Флавіан (Городецький) і Московський священномученик Володимир (Богоявленський), архієпископи Віленський Никандр (Молчанов), Ярославський святитель Тихон (Беллавін), Варшавський Миколай (Зіоров), Псковський Арсеній (Стадницький), єпископи Оренбурзький Іоаким (Левицький), Полтавський Іоанн (Смирнов), Вологодський Никон (Рождественський), Кишинівський священномученик Серафим (Чичагов), Холмський Євлогій (Георгієвський), Гомельський священномученик Митрофан (Краснопольський), Нарвський Никандр (Феноменов), Чигиринський Павел (Преображенов), Мамадишський Андрій (Ухтомський) і колишній Ковенський Кіріон (Садзаглішвілі).

### Українська автономна православна церква
Владика Назарій (Блінов) залишався Черкаським вікарієм і в час існування Української автономної православної церкви до 1921 року. У 1919—1921 роках тимчасово керував Київською єпархією.

### Український екзархат

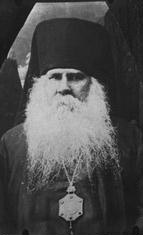
Єпископ Назарій (Блінов) наприкінці 1920-х.

Війни і смута після 1917 року, а потім боротьба нової безбожної влади проти Церкви привели церковне життя краю в розлад. Церкви і монастирі були закриті, кафедра єпископа передана обновленській громаді. Водночас у цей період вікаріат іноді називається самостійною єпархією, хоча це, очевидно, помилка. У 1921 році єпископ Назарій був відкликаний до Києва, а 16 лютого 1922 канцелярія єпархії була ліквідована, монастирський двір з усіма будівлями, крім церкви, за рішенням місцевої влади передали під дитячий притулок. При цьому збереглися відомості про подальші Черкаських єпископів аж до 1930-х років. У 1922 році єпископ Назарій був заарештований, а у 1922—1923 році — висланий із Києва разом з іншими українськими архієреями. Носив титул єпископа Черкаського, імовірно, до 1925 року, коли був призначений на Тобольску кафедру.
Наступником єпископа Назарія став єпископ Миколай (Браїловський), що очолював кафедру з 9 жовтня 1921 до 1923 року. Відомостей про нього збереглося вкрай мало, у деяких списках ієрархії він взагалі не значиться, тому міг бути посвячений таємно, або міг належато до ієрархії УАПЦ чи обновленців.
З 15 грудня 1923 до 26 травня 1932 Черкаську кафедру очолював єпископ Філарет (Лінчевський). Єпископ Філарет теж перебував у засланні у 1926—1928 роках. Із переведенням владики Філарета 26 травня 1932 на Вінницьку кафедру Черкаський вікаріат припинив існування. Філарет (Лінчевський) загинув у в'язниці у 1941 році.
Масові репресії тридцятих років проводилися проти Церкви, в якій атеїстична влада бачила втілення всього несумісного з «новою» мораллю. Як і в інших землях СРСР, на Черкащині особливо багато духовенства та вірних мирян піддалися арештам, засланням та розстрілу під час гонінь у 1930—1938 роках. Понад чотирьохсот справ священнослужителів і мирян знаходяться у фондах обласного архіву. Це в основному слідчі справи на тих, хто був розстріляний у 1930—1938 роках. Набагато більше було заслано в концтабори Крайньої Півночі. Серед подвижників було чимало тих, хто пройшов по колах пекла на Соловках, Біломорканалі, в Усть-Зирянських таборах. Святі новомученики Черкаські — не тільки жителі цього краю. Серед них чимало насельників Києво-Печерської Лаври, Вінницького, Шаргородського, Владикавказького монастирів.

### Українська православна церква
Єпископська кафедра у місті була відновлена лише у 1992 році — як самостійна Черкаська єпархія Української православної церкви (Московського патріархату) на чолі з єпископом Софронієм (Дмитруком).

## Обновленство
Існують відомості про заснування близько 1921 року Черкаського вікаріату Київської єпархії обновленського руху.

## Українська автокефальна православна церква
Українська автокефальна православна церква Василя Липківського теж мала Черкаський вікаріат Київської єпархії у 1920-х роках.
Сучасна УАПЦ має Черкаську єпархію, керівник якої носить титул «єпископ Черкаський і Кіровоградський».

## Єпископи Черкаські
Московський патріархат:
- Назарій (Блінов) (31 січня 1910—1921)
- Миколай (Браїловський) (9 жовтня 1921—1923)
- Філарет (Лінчевський) (15 грудня 1923 — 26 травня 1932)
- Софроній (Дмитрук) (з 9 серпня 1992)